# مطار عيرجابو
مطار عيرجابو (إياتا: ERA، إيكاو: HCMU) (بالصومالية: Garoonka Diyaaradaha ee Ceerigaabo)‏ هو مطار يخدم مدينة عيرجابو عاصمة محافظة سناج المتنازع عليها بين أرض البنط وأرض الصومال.

## المرافق
يقع المطار على ارتفاع 5,720 قدم (1,743 م) فوق مستوى سطح البحر، وله مدرج يبلغ ارتفاعه 1,220 متر (4,003 قدم).